# Órdenes de equipo

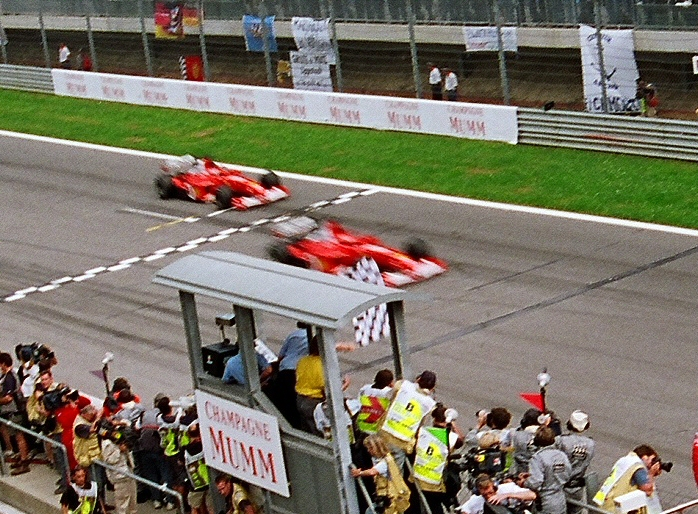
Órden de equipo en el GP de Austria de 2002. Rubens Barrichello se hizo a un lado para dejar ganar a Michael Schumacher a sólo unos metros de la línea de llegada.

En el automovilismo, las órdenes de equipo son una práctica en la que los equipos que dan instrucciones a los pilotos para que se desvíen de la práctica normal de competir entre sí como lo harían contra los pilotos de otros equipos. Esto se puede lograr de antemano, simplemente estableciendo un orden jerárquico entre los pilotos dentro del equipo, o instruyéndolo para que deje que su compañero lo adelante o mantenga la posición sin riesgo de colisión.
Generalmente se hace cuando un piloto está detrás en una carrera en particular pero adelante en general en una temporada de campeonato. Luego, el equipo ordenará a sus pilotos que se reorganicen en la pista para darle más puntos al piloto que esté por delante en el campeonato. También se pueden dar órdenes cuando varios pilotos están en una posición muy por delante del campo, teniendo casi asegurada la victoria. Las órdenes de equipo se emiten para evitar que los pilotos compitan entre sí, de modo que conserven combustible, reduzcan la probabilidad de fallas mecánicas o eviten una colisión. Este tipo de órdenes se han dado en innumerables ocasiones en la historia del automovilismo, provocando en ocasiones gran acritud entre el equipo y el piloto desfavorecido, y controversia en los medios.

## Órdenes de equipo en la Fórmula 1

### Ejemplos
Estas órdenes eran legales y aceptadas históricamente en el automovilismo. En los primeros años del Campeonato Mundial de Fórmula 1, era incluso legal que un piloto entregara su coche durante la carrera al líder del equipo si el coche de este último se había averiado. En 1955, la escudería Mercedes pidió a Juan Manuel Fangio que dejara ganar a su compañero Stirling Moss el Gran Premio de Gran Bretaña en Aintree. Fangio obedeció, negándose a atacar a Moss en las últimas vueltas de carrera, y llegó en segundo lugar, menos de un segundo detrás de su compañero.
La temporada 1964 vio un final dramático en el que Lorenzo Bandini reemplazó a John Surtees durante el Gran Premio de México, lo que le permitió a Surtees obtener los puntos necesarios para vencer a Graham Hill en el campeonato.
En el Gran Premio de Alemania de 1979, Clay Regazzoni recibió instrucciones de los boxes de Williams de no atacar a su compañero de equipo Alan Jones por el liderato, a pesar de que Regazzoni estaba como líder en el campeonato. El estatus de Jones como piloto número 1 en Williams duró hasta 1981, cuando Carlos Reutemann ignoró deliberadamente las órdenes del equipo en el Gran Premio de Brasil de ese año y no le permitió adelantar. Esto resultó en una larga disputa entre los dos que finalmente llevó al retiro de Jones al final de la temporada, con Reutemann perdiendo el campeonato por un solo punto.
En el Gran Premio de Francia de 1982, René Arnoux enfureció a Renault al negarse a ceder el paso a su compañero Alain Prost, que en ese momento estaba por delante en el campeonato. Sin embargo, esos tres puntos no tuvieron impacto, ya que Prost terminó cuarto en el campeonato ese año, diez puntos detrás del eventual campeón Keke Rosberg.
Durante el Gran Premio de Sudáfrica de 1983, el equipo Brabham pidió al piloto Riccardo Patrese que cediera a Nelson Piquet la victoria de la carrera si con ello garantizaba que el brasileño ganaría el Campeonato de Pilotos. Sin embargo, esto no resultó ser necesario ya que Patrese ganó la carrera mientras que Piquet quedó tercero, lo suficiente para asegurarle el campeonato.
En el Gran Premio de Japón de 1991, Ayrton Senna, que ya se había asegurado el título del campeonato de ese año, concedió la victoria a Gerhard Berger, diciendo después de la carrera que lo había hecho porque «había sido de gran ayuda».
Patrese se encontró nuevamente en 1992 en una situación similar a la que hizo en 1983, cuando le hizo un gesto a su compañero en Williams, Nigel Mansell, durante el Gran Premio de Francia, que el británico ganó por delante del italiano.

### Recepción de los medios
A finales de la década de 1990, los medios de comunicación empezaron a informar de forma más destacada sobre los incidentes relacionados con órdenes de equipo, y la reacción del público ante los ejemplos más flagrantes se volvió extremadamente negativa. En el Gran Premio de Europa de 1997, Jacques Villeneuve, ya con el título en la mano (después de la polémica colisión con Michael Schumacher), fue pedido por radio por su ingeniero que dejara pasar los pilotos de McLaren, ya que «han sido muy útil», mientras que en el Gran Premio de Australia de 1998, los pilotos de McLaren David Coulthard y Mika Häkkinen causaron revuelo al cambiar de posición al final de la carrera para respetar un acuerdo previo.
A diferencia de ejemplos anteriores, el Gran Premio de Japón de 1997 vio un uso más sofisticado de las órdenes de equipo, donde el piloto de Ferrari Eddie Irvine comenzó la carrera con poco combustible, lo que le permitió adelantarse a los superiores Williams-Renault y detenerlos, para en beneficio de su compañero de equipo Michael Schumacher.
En el Gran Premio de Bélgica de 1998, los dos pilotos de Jordan Damon Hill y Ralf Schumacher se encontraron inesperadamente en cabeza tras una colisión entre Schumacher y Coulthard. Posteriormente, se ordenó a Ralf que no adelantara a Hill, para asegurar el 1-2 para Jordan. Después de esto, Michael, enojado, compró el contrato de su hermano por £2 millones y le dijo a Eddie Jordan que Ralf nunca volvería a competir para Jordan.
En el Gran Premio de Alemania de 1999, Mika Salo, conduciendo para Ferrari en lugar del lesionado Schumacher, lideraba la carrera cuando le dijeron que permitiera pasar a su compañero de equipo Eddie Irvine. Salo obedeció, renunciando a la que habría sido su única victoria en la Fórmula 1 en 109 carreras. Irvine finalmente no pudo ganar el campeonato ese año, perdiendo Häkkinen.
En el Gran Premio de Austria de 2002, se ordenó a Rubens Barrichello que permitiera el paso a su compañero Michael Schumacher para obtener la victoria. Esto recibió una gran atención negativa por parte de los medios, ya que la orden se emitió poco antes de que ambos pilotos cruzaran la línea de meta. Ambos pilotos quedaron descontentos ante la situación. Schumacher se negó a subir al escalón más alto del podio, normalmente reservado al ganador, durante la conferencia de prensa posterior a la carrera, y el equipo fue sancionado por incumplimiento del procedimiento del podio. En el Gran Premio de los Estados Unidos del mismo año, Schumacher pareció haberle devuelto el favor al darle a Barrichello la victoria por el margen más pequeño récord de 0,011 segundos en la línea de meta, aunque se supone que el alemán estaba tratando de lograr un final empatado.

### Prohibición de las órdenes de equipo
Después de la temporada 2002, la FIA anunció que se prohibirían las «órdenes de equipo que pudieran influir en el resultado de una carrera», aunque a veces todavía se implementaban discretamente.
Por ejemplo, a veces esto se ha logrado tan fácilmente como que un equipo se comunique por radio con el piloto más lento y le señale que su compañero de equipo es más rápido. El conductor más lento deja pasar al más rápido sin necesidad de una «directiva» abierta del equipo. Esto sucedió, por ejemplo, en el Gran Premio de Alemania de 2010, cuando se escuchó al ingeniero de carrera de Felipe Massa, Rob Smedley, decirle a su piloto «Fernando (Alonso) es más rápido que tú. Si has entendido el mensaje, confirmamelo». Momentos después, Massa retrocedió y dejó pasar a Alonso.

#### Crashgate
Quizás el uso más controvertido de las órdenes de equipo que ocurrió durante el período en el que las órdenes de equipo estaban explícitamente prohibidas, fue en el Gran Premio de Singapur de 2008, donde el equipo Renault F1 ordenó a Nelson Piquet, Jr. a estrellarse deliberadamente en la decimocuarta vuelta de la carrera para hacer salir al auto de seguridad, permitiendo que su compañero de equipo Alonso (quien se demostró que no sabía nada sobre el plan) ganara la carrera. La investigación posterior del año siguiente dio como resultado que Renault recibiera una descalificación suspendida de dos años (expiró en 2011) y Flavio Briatore y Pat Symonds, dos figuras importantes involucradas con el equipo, fueron excluidos del deporte, aunque esto luego fue apelado y revocado bajo un acuerdo que les prohibía trabajar en cualquier evento autorizado por la FIA por un tiempo.

### Prohibición derogada
Al final de la temporada 2010, la FIA admitió que la regla de las órdenes de equipo no funcionaba y necesitaba ser revisada. A partir de 2011, la regla de las órdenes de equipo ya no aparecía en el reglamento deportivo.
En el Gran Premio de los Estados Unidos de 2012, Ferrari rompió el sello de la FIA en la caja de cambios del monoplaza de Felipe Massa para provocar una penalización de cinco puestos en la grilla. Esto lo colocó detrás de Fernando Alonso y colocó ambos monoplazas en el lado «limpio» de la pista, para asegurarle a Alonso el comienzo más rápido posible en el asfalto resbaladizo del nuevo circuito de las Américas.
En el Gran Premio de Malasia de 2013, el piloto Red Bull Racing, Sebastian Vettel, fue criticado por adelantar a su compañero Mark Webber para ganar la carrera contra el «Multi-21», una orden de su equipo para mantener la posición.
En el Gran Premio de Hungría de 2017, el equipo Mercedes ordenó a Valtteri Bottas ceder su tercera posición a Lewis Hamilton, quien tenía más posibilidades de atacar al segundo clasificado, Kimi Räikkönen. Cuando quedó claro que Hamilton no podía superar a Räikkönen, Hamilton le devolvió la posición a Bottas en la última curva de la carrera, lo que le costó tres puntos en el Campeonato de Pilotos. Esos tres puntos no importaron al final, ya que Hamilton ganó el título por 46 puntos.
En el Gran Premio de Alemania de 2018, después de que Vettel se estrellara y sacara al auto de seguridad, Hamilton heredó el liderato, con su compañero de equipo Bottas detrás de él con neumáticos más nuevos. Cuando terminó el período del coche de seguridad, Bottas inicialmente atacó a Hamilton por el liderato, antes de que el estratega del equipo Mercedes, James Vowles, le dijera que mantuviera su posición, dándole a su compañero la victoria. Bottas siguió jugando un papel secundario frente a Hamilton en el Gran Premio de Rusia, donde se clasificó en la pole y posteriormente lideró la carrera hasta que se le ordenó ceder el liderato a su compañero de equipo, que estaba por delante en el Campeonato de Pilotos.
En el Gran Premio de Australia de 2019, Ferrari le ordenó Charles Leclerc mantener la posición después de que intentara adelantar a su compañero de equipo Vettel. Dos carreras más tarde, en China, el director del equipo, Mattia Binotto, le ordenó a Leclerc que dejara pasar a Vettel. Binotto dijo más tarde que el equipo tomó la «decisión correcta», ya que Vettel terminó en el podio en tercer lugar mientras que Leclerc terminó quinto.
En el Gran Premio de España de 2022, Red Bull ordenó a Sergio Pérez que cediera el liderato a su compañero Max Verstappen. Pérez manifestó que estaba contento con el equipo pero al mismo tiempo exigió una explicación sobre las órdenes que le dieron. Red Bull volvería a ser acusado de usar órdenes de equipo durante el Gran Premio de Azerbaiyán con la radio del equipo diciéndole a Pérez que no peleara con Verstappen en la recta principal, sin embargo, el director del equipo, Christian Horner, negó la acusación de dar órdenes de equipo y el mexicano se defendió de la decisión del equipo ya que experimentó degradación de neumáticos en la recta principal, mientras que algunos especularon que la orden se dio para evitar otro incidente similar al del Gran Premio de Azerbaiyán de 2018 (donde Verstappen y su entonces compañero de equipo Daniel Ricciardo chocaron al entrar en la curva 1). Posteriormente, en el Gran Premio de São Paulo, Verstappen se negó polémicamente a obedecer las órdenes del equipo de dejar pasar a su compañero. Con Pérez cayendo en el orden después de la segunda salida del coche de seguridad, su compañero de equipo recibió permiso para adelantarlo para luego adelantar a Fernando Alonso. Después de no poder adelantar a Alonso, su ingeniero, Gianpiero Lambiase, le dijo a Verstappen que le devolviera la posición a Pérez, para ayudarlo a lograr el subcampeonato en el Campeonato de Pilotos. Verstappen se negó a cumplir las órdenes del equipo y le dijo a Lambiase que no le pidiera que hiciera tal cosa nuevamente, afirmando que tenía sus «razones» para desafiar tales órdenes y que había discutido esas razones con el equipo antes.

## Órdenes de equipo en NASCAR
En NASCAR, las órdenes de equipo ocurren no sólo entre pilotos que manejan para el mismo equipo, sino también entre pilotos de equipos que tienen el mismo fabricante que las otras partes involucradas. Esta forma de órdenes de equipo se llama órdenes de fabricante.

### 2013 Federated Auto Parts 400
Las órdenes de equipo se convirtieron en un problema grave durante la Federated Auto Parts 400 del 2013 el 7 de septiembre, cuando estalló un esquema elaborado que involucraba la última carrera de la temporada regular antes de los playoffs, lo que provocó que los funcionarios realizaran cambios serios en las reglas.
Con cinco equipos involucrados en la carrera por los dos últimos puestos regulares y ambos comodines: el satélite de Richard Childress Racing, Furniture Row Racing, Hendrick Motorsports y su respectivo satélite Stewart-Haas Racing, Michael Waltrip Racing y Penske Racing, para los diez- desempate de la carrera, un elaborado plan estalló en las etapas finales de la carrera.
Ryan Newman (Stewart-Haas) lideraba la carrera a menos de diez vueltas del final, y la clasificación tenía a Kurt Busch (Furniture Row) noveno, Jeff Gordon (Hendrick) décimo por dos puntos, siendo los dos comodines Kasey Kahne (Hendrick) y Newman, los cuales tendrían dos victorias. Esto dejaría fuera a Joey Logano (Penske), que estaba entre los diez primeros antes de la carrera pero que estaba teniendo problemas y ahora está dos puntos detrás de Gordon, y a Martin Truex Jr. (Michael Waltrip), que también tiene una victoria.
Logano, con dos vueltas abajo, habló con el piloto de Front Row Motorsports del equipo Ford, David Gilliland sobre permitir que Logano lo adelantara para ganar puntos, ya que estaba dos puntos detrás de Gordon para el décimo lugar en los puntos. Con Newman liderando, Logano tenía que estar décimo o Logano quedaría fuera de una posición en los playoffs. El compañero de equipo de Truex, Clint Bowyer, hizo un trompo intencional y provocó una advertencia en un esfuerzo por ayudar a su compañero de equipo. Las siguientes paradas en boxes llevaron a Newman a la tercera posición. Logano, que estaba dos vueltas atrás, no entró en boxes y pudo avanzar una vuelta ya que el líder debe ser el primer coche en la reanudación.
Para que las órdenes del equipo de Michael Waltrip Racing tuvieran éxito, se llevó a cabo un elaborado plan, que era independiente entre sí. Bowyer entró en boxes después del reinicio para bajar vueltas y permitir que Logano tuviera un punto, y su compañero de equipo Brian Vickers hizo lo mismo y fue muy lento en la última vuelta, posiblemente por debajo del requisito de velocidad mínima de NASCAR. Esto permitiría a Logano pasar a Gordon, quien sin ganar pierde en un desempate ante Logano. Logano luego pasa a Gilliland. Truex corre duro y empata a Newman, empatando a Newman en el primer conteo (más victorias, una) y en el segundo conteo (puntos), ganando el tercer conteo (más segundos puestos).
Inmediatamente después de la carrera, ESPN transmitió la transmisión de radio de Bowyer en las vueltas previas a la situación del coche de seguridad, antes de cerrar la transmisión. Esto llevó a una investigación inmediata en la que NASCAR descubrió a través de las radios del equipo el complejo esquema de órdenes del equipo, suspendiendo a los funcionarios de Michael Waltrip Racing, despojando a Truex de su posición en los playoffs, una multa de $100,000 por auto en el equipo y una penalización de 50 puntos cada uno en los tres equipos (piloto y propietario excepto Vickers, piloto de Nationwide Series no elegible para puntos de la Sprint Cup, que fue penalizado como propietario únicamente). Se evaluaron las libertades condicionales en los equipos Front Row y Penske después de que NASCAR descubriera la charla por radio sobre el esquema de órdenes de ese equipo. Gordon y Newman fueron reinstalados cada uno en el desempate de doce autos, que aumentó a trece después de la incorporación de Gordon.
El 14 de septiembre de 2013, NASCAR anunció una compleja serie de reglas para evitar que se llevaran a cabo tales órdenes de equipo. Entre las reglas para evitar órdenes de equipo se incluyen diferentes equipos en la tribuna del observador negociando acuerdos a cambio de la concesión de una posición, comunicación privada del equipo que no puede ser detectada por los oficiales en radios digitales (los equipos deben usar canales analógicos a los que puedan acceder los espectadores en circuito, retransmisiones audiovisuales y oficiales (en años anteriores algunos equipos tenían señales codificadas), y un límite de un observador por puesto de observador en el circuito. En los circuitos donde se utilizan varios puestos de observadores (principalmente en los autódromos y en Talladega Superspeedway), la regla solo limitará la presencia de un observador en cada puesto (a menudo hay varios puestos en los autódromos y en Talladega porque es imposible que todo el pista para ser vista por un observador). NASCAR también exigirá una cámara de video en el stand, que observará las conversaciones de radio entre los observadores (las cadenas también pueden instalar una cámara en el stand del observador para el posicionamiento de la transmisión).
NASCAR también agregó la Sección 12, Regla 4, Artículo L en el reglamento, y la regla hace referencia indirecta a una prohibición de las órdenes de equipo.

### 2019 Ford EcoBoost 400
Los pedidos de equipo también jugarían un papel en otra controversia en la Ford EcoBoost 400 de 2019 de final de temporada el 17 de noviembre entre equipos más pequeños sin estatutos activos de Race Team Alliance, Premium Motorsports y Rick Ware Racing. El plan también involucró a un pequeño equipo contratado en Spire Motorsports.
El incidente ocurrió cuando el auto número 27 de Premium Motorsports (conducido por Ross Chastain) corría para el equipo no autorizado mejor clasificado contra el número 96 de Gaunt Brothers Racing (conducido por Drew Herring); el equipo no autorizado mejor clasificado (denominado equipo abierto por NASCAR) en la clasificación de puntos del propietario obtendría bonificaciones más altas. La investigación de NASCAR, que involucró el acceso a los canales de radio del equipo, se publicó el 27 de noviembre de 2019 y reveló que los números 27, 52 (Rick Ware Racing, conducido por Josh Bilicki), 77 (Spire Motorsports, conducido por Reed Sorenson) y 15 (Premium Motorsports, conducido por Joe Nemechek) habían manipulado el resultado de la carrera, mediante intercambios entre equipos pidiendo a los últimos tres autos que estacionaran (retiraran) fuera de la carrera dentro de un lapso de 15 vueltas para el beneficio del puesto 27 en la clasificación de puntos.
Posteriormente, NASCAR multó a los miembros de la tripulación Scott Egglestone (Premium Motorsports) y Kenneth Evans (Rick Ware Racing) con 25.000 dólares cada uno y suspendió a ambos indefinidamente. Los propietarios de los tres equipos recibieron una multa de 50.000 dólares y los cuatro coches recibieron una multa de cincuenta puntos. Spire Motorsports no apeló sus sanciones, mientras que Premium y RWR guardaron silencio sobre el incidente. Sorenson, quien inicialmente se negó repetidamente a entrar en boxes según las comunicaciones por radio, fue el único piloto al que se le dedujeron puntos de la clasificación de puntos de piloto, ya que ninguno de los otros pilotos era elegible para sumar puntos en la Cup Series mientras participaban principalmente en series inferiores de NASCAR Touring; por lo tanto, las sanciones afectaron principalmente la clasificación de puntos del propietario.

### 2020 Xfinity 500
Después de la penúltima carrera de playoffs antes de la carrera del campeonato, la edición 2020 de la Xfinity 500, Joe Gibbs Racing fue objeto de una investigación luego de un mensaje de orden del equipo dirigido a Erik Jones pidiéndole que no pasara a Denny Hamlin para ayudar a Hamlin, que había estado luchando durante las últimas fases de la carrera, para avanzar a la carrera del Campeonato. NASCAR finalmente no impuso sanciones para el equipo de Jones o Hamlin, y Hamlin finalmente avanzó a la carrera del campeonato, donde perdió el campeonato ante Chase Elliott.

### 2022 Bank of America Roval 400
Al final de Bank of America Roval 400 de 2022, el comportamiento de la última vuelta de Cole Custer, en el que redujo la velocidad en la recta final de cara a la última chicane para permitir a Chase Briscoe adelantar a varios pilotos y así aumentar su brecha de puntos sobre Kyle . Larson (quien sufrió daños en la suspensión por un contacto con la pared), fue objeto de una investigación por parte de NASCAR, aunque la organización aseguró que la grilla de octavos de final no cambiaría como resultado de la investigación. El 11 de octubre, NASCAR le quitó a Custer 50 puntos de piloto y propietario, suspendió al jefe de equipo de Custer, Mike Shiplett (quien notificó, en lugar del observador de Custer, que tenía un supuesto pinchazo) indefinidamente, y multó a ambos con 100.000 dólares cada uno, por cargos de manipulación de carrera, basados en sobre la cláusula de «plena capacidad» agregada después del incidente de Richmond de 2013. El 27 de octubre, Stewart-Haas Racing perdió la apelación contra las sanciones de Custer.

## Órdenes de equipo en MotoGP
Si bien no se usa comúnmente, las órdenes de equipo en MotoGP han ganado cierta notoriedad últimamente durante las últimas temporadas. Durante la temporada 2020, se dijo que Suzuki estaba usando órdenes de equipo con sus pilotos para que Joan Mir asegurara el campeonato de ese año. En la temporada 2022, Ducati fue acusado por equipos rivales de usar órdenes de equipo para manipular el campeonato durante las rondas de la temporada en San Marino, Malasia y Valencia. Sin embargo, el director del equipo, Davide Tardozzi negó haber utilizado órdenes de equipo para asegurarle el campeonato a Francesco Bagnaia y dijo a los medios que los pilotos son libres de competir entre sí.